# Anelytra panteli
Anelytra panteli är en insektsart som beskrevs av Heinrich Hugo Karny 1907. Anelytra panteli ingår i släktet Anelytra och familjen vårtbitare. Inga underarter finns listade i Catalogue of Life.